# Дземешкевич, Адам Станиславович
Адам Станиславович Дземешкевич (1 ноября 1902, Орша, Могилевская губерния, Российская империя —  12 сентября 1961, Москва, СССР) — советский  и польский военачальник, генерал-лейтенант (25.05.1959), полковник Войска Польского (1944).

## Биография
Родился 1 ноября 1902 года в городе Орша, ныне в  Витебской области Белоруссии.  Белорус.

### Военная служба

#### Гражданская война
В марте 1920 года добровольно вступил в Красную Армию и служил в Оршанском отряде по борьбе с дезертирством, но в августе того же года был уволен из армии как недостигший призывного возраста.

#### Межвоенные годы
В мае 1922 года призван в РККА и направлен красноармейцем в батальон связи Петроградского укреплённого района. С сентября того же года-курсант 1-й Петроградской военной пехотной школы. В августе 1925 года окончил школу и был назначен командиром взвода 32-го стрелкового полка 11-й стрелковой дивизии Ленинградского военного округа. Член ВКП(б) с 1926 года.  В сентябре 1927 года направлен на Ленинградские военно-политические курсы им. Ф. Энгельса. В августе 1928 года после окончания курсов вернулся в свою дивизию и продолжил в ней службу политруком роты 33-го и 32-го стрелковых полков, командиром и политруком учебной роты 32-го стрелкового полка.
В мае 1931 года поступил в Военную академию РККА им. М. В. Фрунзе, а в мае 1934 года- направлен на КУНС при Военно- воздушной академии РККА. По окончании учёбы  в июне 1934 года проходит службу в Северо-Кавказском военном округе на должности начальника штаба 82-й тяжелой бомбардировочной авиаэскадрильи. В феврале 1937 года назначен начальником штаба 21-й тяжелой бомбардировочной авиационной бригады этого же округа.
С февраля 1940 года преподаватель, затем старший преподаватель тактики Липецких высших авиационных курсов усовершенствования комсостава. С января 1941 года - начальник штаба 68-й авиационной дивизии, находившейся на формировании в Орловском военном округе.

#### Великая Отечественная война
С началом  войны в той же должности.  В августе 1941 года дивизия, не завершив формирования, была обращена на пополнение других авиационных частей округа, а  Дземешкевич был назначен заместителем начальника штаба ВВС Орловского военного округа. В начале октября 1941 года был назначен начальником штаба 6-й резервной авиационной группе вместе с которой принял участие Орловско-Брянской и Тульской оборонительных операциях. 
С ноября 1941 года - начальник штаба 146-й смешанной авиационной дивизии Западного фронта, которая действовала на южном и юго- западном подступах к столице, затем в ходе контрнаступления поддерживала наземные войска на алексинском, калужском и малоярославецком направлениях. С января 1942 года - начальник штаба управления ВВС 49-й армии, в этой должности участвовал в Ржевско-Вяземской наступательной операции на юхновском направлении. С мая 1942 года назначается  начальником  штаба 232-й штурмовой авиационной дивизии, которая в составе 1-й воздушной армии поддерживала соединения Западного фронта на юхновском, гжатском и ржевском направлениях. В ноябре 1942 года дивизия вошла в состав 3-й воздушной армии Калининского фронта и участвовала в Великолукской наступательной операции. Затем в начале января 1943 года дивизия была переброшена на Волховский фронт, где вошла в состав 14-й воздушной армии и участвовала в прорыве блокады Ленинграда. Летом и осенью 1943 года дивизия  участвовала в Смоленской наступательной операции. За образцовое выполнение заданий командования дивизия была преобразована в 7-ю гвардейскую штурмовую авиационную дивизию. Весной 1944 года дивизия вошла в состав 5-й воздушной армии 2-го Украинского фронта и участвовала в Ясско-Кишиневской наступательной операции.
В сентябре 1944 года полковник Дземешкевич назначен начальником штаба 1-го Польского смешанного авиационного корпуса, который формировался из авиационных частей Красной Армии в районе города Харьков. До 2 декабря того же года врид командира этого корпуса, вплоть до прибытия генерал-майора авиации Ф. А. Агальцова, затем вернулся к исполнению должности начальника штаба. По завершении формирования корпус вошел в состав 1-го Белорусского фронта и участвовал в Берлинской наступательной операции.

#### Послевоенное время
После войны служит в прежней должности в Войске Польском. С августа 1945 года начальник штаба 4-го штурмового авиационного корпуса 4-й воздушной армии Северной группы войск, с марта 1947 года врид командира этого корпуса. С июля 1947 года- начальник штаба  16-й воздушной армии. С февраля 1949 года - начальник штаба  24-й воздушной армии в Группе советских войск в Германии. С декабря 1950 года начальник штаба 26-й воздушной армии Белорусского военного округа.
В декабре 1953 года генерал-майор авиации Дземешкевич направлен на учебу на ВАК при Высшей военной академии им. К. Е. Ворошилова. С декабря 1954 года, по окончании академии,  проходил службу в Военно-воздушной академии им. профессора Н. Е. Жуковского: заместитель начальника по оперативно-тактической подготовке, с апреля 1956 года - заместитель начальника по общим вопросам, с ноября того же года- 1-й заместитель, а с июля 1961 года генерал-лейтенант авиации Дземешкевич - заместитель начальника академии.
Скончался  12  сентября  1961  года в городе Москве; похоронен на Новодевичьем кладбище  (8-й участок,  13-й  ряд,  место № 11).

## Награды
СССР
- орден Ленина (06.11.1947)[4][5]
- три ордена Красного Знамени (02.04.1943[6],  03.11.1944[5][7],  13.06.1952[4][5])
- орден Богдана Хмельницкого II степени (13.06.1944)[8]
- орден Отечественной войны I степени (13.10.1943)[9]
- орден Красной Звезды (30.01.1943)[10]
  - медали в том числе:
  - «За оборону Ленинграда» (1943)[4]
  - «За оборону Москвы» (1944)[4]
  - «За победу над Германией в Великой Отечественной войне 1941—1945 гг.» (1945)[4]
  - «За взятие Берлина» (1945)[4]

 ПНР:
- кавалерский (рыцарский) крест Возрождения Польши (1945)
- медаль «За Варшаву 1939—1945»
- медаль «За Одру, Нису и Балтику»
- медаль «Победы и Свободы»